# Red Rock (Australia)
Red Rock – miasto w Australii, w stanie Nowa Południowa Walia, nad Oceanem Spokojnym.